# Чудовището от Флоренция
Чудовището от Флоренция (на италиански: Mostro di Firenze) е прозвище, дадено от италианските средства за масова информация на предполагаем сериен убиец, извършил 7 или 8 двойни убийства в провинция Флоренция между 1968 и 1985 г. посредством един и същ пистолет, идентифициран както „Берета“ серия 70.
За 7 от 8 двойни убийства 3 местни жители – Пиетро Пачиани, Марио Вани и Джанкарло Лоти, са осъдени на разни срокове лишаване от свобода, но тези присъди са критикувани от пресата. Критиците предполагат, че самоличността на истинския убиец никога не е била установявана.

## Жертви
- Барбара Лочи, 32 години, домакиня, и Антонио Ло Бианко, 29 години, зидар, убити на 22 август 1968 г. в Синя.
- Паскуале Джентилкоре, 19 години, барман, и Стефания Петини, 18 години, счетоводител, убити на 14 септември 1974 г. в Борго Сан Лоренцо.
- Джовани Фоджи, 30 години, служещ на ENEL, и Кармела Де Нучио, 21 година, продавачка, убити на 6 юни 1981 г. в Скандичи.
- Стефано Балди, 26 години, работник, и Сузана Камби, 24 години, телефонистка, убити на 22 октомври 1981 г. в Календзано
- Антонела Милиорини, 20 години, шивачка, и Паоло Майнарди, 22 години, механик, убити на 19 юни 1982 г. в Бакайано, община на Монтеспертоли.
- Хорст Вилхелм Мейер и Йенс Уве Руш, и двамата на 24 години, германски туристи, убити на 9 септември 1983 г. в Джоголи, община на Скандичи.
- Клаудио Стефаначи, 21 година, студент, и Пиа Ронтини, 18 години, барманка, убити на 29 юли 1984 г. в Викио.
- Жан Мишел Кравешвили, 25 години, музикант, и Надин Морио, 36 години, търговка, и двамата от Оденкур, Франция, убити на 8 септември 1985 г. в Скопети.